# Lassana Diarra
Lassana "Lass" Diarra (* 10. března 1985 Paříž) je bývalý francouzský profesionální fotbalista. Nejčastěji nastupoval jako defenzivní záložník, ale občas i jako pravý obránce. Na této pozici nastupoval především za Chelsea a Portsmouth.
Jeho sestřenice Asta Diakiteová zemřela při teroristických útocích v Paříži v listopadu 2015.

## Klubová kariéra

### Začátky
Začátek kariéry neměl Diarra snadný. V mnoha klubech ho odmítli kvůli jeho postavě. FC Nantes jej odmítli z důvodu nízké postavy a nízké váhy. V Le Mans FC jej také nepřijali a Lassana uvažoval o konci kariéry, ale nakonec se dostal do klubu Le Havre.

### Le Havre
V Le Havre AC začala jeho klubová kariéra. V tomto klubu se neuvěřitelně zlepšil a všiml si ho i trenér francouzské fotbalové reprezentace do 21 let, do níž se také dostal. Díky jeho formě se o něj začaly zajímat i velké kluby v čele s anglickou Chelsea, která v Diarrovi viděla nového Makélélého a nakonec jej za 1 mil. liber koupila.

### Chelsea
V Chelsea se stal členem prvního mužstva, ale na hřiště se moc nedostával. První zápas si za Chelsea zahrál v Lize mistrů UEFA proti španělskému klubu Betis Sevilla. Začal si zvykat na pozici levého beka, ale poté byl přeřazen do rezervního týmu, kde se opět hodně zlepšil. Zazářil ve třetím kole FA Cupu proti Huddersfield Town a díky tomu se zlepšila jeho pověst mezi hráči, trenéry i mezi médii. Na konci sezony si zahrál v Premier League dva kompletní zápasy, proti Blackburnu a proti Newcastlu. Stal sem nejlepším mladým hráčem Chelsea sezony 2005/06. Z důvodu zranění na postech obránců hrál často, v sezoně 2006/07 na pozici pravého obránce. Ve finále Carling Cupu se podílel na výhře Chelsea nad Arsenalem, který se o Diarru začal zajímat a nakonec ho koupil.

### Arsenal
Dne 31. srpna 2007 (konec přestupového období), podepsal Diarra smlouvu s Arsenal FC. Dostal číslo 8, uvolněné po odchodu Freddieho Ljungberga. Diarra po odchodu do Arsenalu řekl, že se na do tohoto klubu ze severního Londýna přestěhoval hlavně kvůli Arsène Wengerovi a kvůli stylu hry, kterým Arsenal hraje.[zdroj?]
Debut si odbyl v zápase Ligy mistrů UEFA proti Sevilla FC.[kdy?] Svůj první celý zápas si zahrál v Carling Cupu proti Newcastlu a v Premier League poprvé nastoupil proti Aston Ville.[kdy?]
Diarrovi se v Arsenalu přestalo líbit, protože si skoro nezahrál. Proto po pěti měsících v Arsenalu přestoupil 17. ledna 2008 do Portsmouthu za 5,5 mil. liber.

### Portsmouth
V Portsmouth dostal číslo dresu 6. Přiznal, že odešel do Portsmouthu, aby se dostal do výběru francouzské reprezentace na EURO 2008. Svůj první zápas si zahrál proti Derby County a pomohl k výhře 3:1. Za Portsmouth poprvé skóroval v zápase FA Cupu proti Plymouth Argyle FC. O dva týdny později skóroval v Premier League proti Boltonu. Diarra v žádném zápase FA Cupu nechyběl ani minutu a výrazně tak pomohl Portsmouthu k zisku nejstarší fotbalové trofeje na světě, tedy poháru FA Cup. Na konci sezony byl nominován na EURO 2008. Na začátku nové sezony neproměnil v penaltovém rozstřelu v zápase Community Shield proti Manchesteru United penaltu a Manchester United nakonec triumfoval. 18. září 2008 vstřelil svou první branku v zápase Poháru UEFA proti Vitória Guimaraes. Svou první červenou kartu v Premier League dostal v zápase proti Tottenhamu (po dvou žlutých kartách v utkání). V polovině prosince 2008 přijalo vedení Portsmouthu nabídku Realu Madrid a Diarra se stěhoval do Realu za 20 mil. eur.

### Real Madrid
V Realu nastupoval v domácích soutěžích s číslem 6 a v Lize mistrů UEFA nastupoval s číslem 39. Na svém dresu měl napsáno "Lass", aby se nepletl s jeho spoluhráčem Mahamadou Diarrou.
Z počátku nebyl Lass mezi náročnými fanoušky Realu příliš oblíbený, ale během pár měsíců si na něj zvykli a získal si jejich přízeň.
V sezoně 2009/10 dostal Lass číslo 10 po Wesley Sneijderovi, který odešel do Interu Milán. Číslo 6 dostal uzdravený Mahamadou Diarra. Poprvé za Real skóroval v zahajovacím zápase sezony španělské La Ligy 2009/10 proti Deportivo de La Coruña, které Real porazil 3:2.

## Reprezentační kariéra

### Mládežnické reprezentace
V reprezentaci do 21 let nastoupil osmnáctkrát. Nejvíce se mu povedl kvalifikační zápas o účast na Mistrovství Evropy ve fotbale hráčů do 21 let proti Anglii v listopadu 2005. Za stavu 2:2 v nastaveném čase vybojoval penaltu, kterou jeho spoluhráč Jimmy Briand proměnil a Francie se kvalifikovala.
S reprezentací do 21 let se zúčastnil také Mistrovství Evropy U21 2006 v Portugalsku. V základní skupině A porazila Francie postupně Portugalsko 1:0, Německo 3:0 a Srbsko a Černou Horu 2:0. S 9 body postoupila z prvního místa do semifinále. V semifinále byla Francie vyřazena Nizozemskem 2:3 po prodloužení. Diarra nastoupil v základní sestavě proti Německu a Srbsku a Černé Hoře.

### A-mužstvo
Diarra debutoval v A-týmu Francie 24. 3. 2007 v Kaunasu pod trenérem Raymondem Domenechem v kvalifikačním zápase o EURO 2008 proti týmu Litvy (výhra 1:0). Následně byl nominován na přátelské utkání proti Rakousku a později se díky svým vyrovnaným výkonům se dostal na soupisku na EURO 2008. Francie se však nedostala ze základní skupiny, což bylo v zemi považováno za neúspěch, Diarra na turnaji nezasáhl do žádného zápasu.
Diarra byl nominován na Mistrovství světa 2010, ale kvůli zranění se turnaje nezúčastnil.

## Statistiky
(k 19. březnu 2011)
| Klub              | Sezona            | Liga   | Liga | Liga      | Pohár  | Pohár | Pohár     | Evropské poháry | Evropské poháry | Evropské poháry | Celkem | Celkem | Celkem    |
| Klub              | Sezona            | Starty | Góly | Asistence | Starty | Góly  | Asistence | Starty          | Góly            | Asistence       | Starty | Góly   | Asistence |
| ----------------- | ----------------- | ------ | ---- | --------- | ------ | ----- | --------- | --------------- | --------------- | --------------- | ------ | ------ | --------- |
| Le Havre          | 2003–04           | 0      | 0    | 0         | 0      | 0     | 0         | 0               | 0               | 0               | 0      | 0      | 0         |
| Le Havre          | 2004–05           | 29     | 0    | 0         | 0      | 0     | 0         | 0               | 0               | 0               | 29     | 0      | 0         |
| Le Havre          | Celkem            | 29     | 0    | 0         | 0      | 0     | 0         | 0               | 0               | 0               | 29     | 0      | 0         |
| Chelsea           | 2005–06           | 3      | 0    | 0         | 2      | 0     | 0         | 2               | 0               | 0               | 7      | 0      | 0         |
| Chelsea           | 2006–07           | 10     | 0    | 0         | 8      | 0     | 0         | 5               | 0               | 1               | 23     | 0      | 1         |
| Chelsea           | Celkem            | 13     | 0    | 0         | 10     | 0     | 0         | 7               | 0               | 1               | 30     | 0      | 1         |
| Arsenal           | 2007–08           | 7      | 0    | 0         | 3      | 0     | 0         | 3               | 0               | 0               | 13     | 0      | 0         |
| Arsenal           | Celkem            | 7      | 0    | 0         | 3      | 0     | 0         | 3               | 0               | 0               | 13     | 0      | 0         |
| Portsmouth        | 2007–08           | 12     | 1    | 0         | 5      | 1     | 0         | 0               | 0               | 0               | 17     | 2      | 0         |
| Portsmouth        | 2008–09           | 12     | 0    | 0         | 1      | 0     | 0         | 2               | 1               | 0               | 15     | 1      | 0         |
| Portsmouth        | Celkem            | 24     | 1    | 0         | 6      | 1     | 0         | 2               | 1               | 0               | 33     | 3      | 0         |
| Real Madrid       | 2008–09           | 19     | 0    | 3         | 0      | 0     | 0         | 2               | 0               | 0               | 21     | 0      | 3         |
| Real Madrid       | 2009–10           | 23     | 1    | 1         | 1      | 0     | 0         | 6               | 0               | 0               | 30     | 1      | 1         |
| Real Madrid       | 2010–11           | 21     | 0    | 2         | 3      | 0     | 1         | 7               | 0               | 1               | 31     | 0      | 4         |
| Celkem            | Celkem            | 63     | 1    | 6         | 4      | 0     | 1         | 15              | 0               | 1               | 82     | 1      | 8         |
| Celkem za kariéru | Celkem za kariéru | 136    | 2    | 6         | 23     | 1     | 1         | 27              | 1               | 2               | 187    | 4      | 9         |

Zápasy Lassany Diarry v A-týmu francouzské reprezentace 
| 2007                 | 9  | 0 |
| 2008                 | 7  | 0 |
| 2009                 | 10 | 0 |
| 2010                 | 2  | 0 |
| 2011                 | 0  | 0 |
| 2012                 | 0  | 0 |
| 2013                 | 0  | 0 |
| 2014                 | 0  | 0 |
| 2015                 | 2  | 0 |
| Celkem               | 30 | 0 |
| Platí k 15. 11. 2015 |    |   |

## Úspěchy

### Klubové
- Chelsea FC
  - 1× FA Cup (2007)
  - 1× Anglický ligový pohár (2007)

- Portsmouth FC
  - 1× FA Cup (2008)

- Real Madrid
  - 1× Copa del Rey (2011)

### Individuální
- Mladý hráč Chelsea roku : 2005/06
- Tým roku Ligue 1 podle UNFP – 2015/16[18]
- Hráč měsíce Ligue 1 podle UNFP – září 2015[19]